# 烏里翁多
烏里翁多（西班牙語：Uriondo）是玻利維亞東南部塔里哈省何塞·马里亚·阿维莱斯县的市镇，并为该县的县府所在地。處於省会塔里哈以南25公里，海拔高度1,709米，每年平均降雨量550毫米，2012年人口1,722。